# Pępkogrzybówka wapieniolubna
Pępkogrzybówka wapieniolubna (Pseudoomphalina kalchbrenneri (Bres.) Singer) – gatunek grzybów z rzędu pieczarkowców (Agaricales).

## Systematyka i nazewnictwo
Pozycja w klasyfikacji według Index Fungorum: Pseudoomphalina, Incertae sedis, Agaricales, Agaricomycetidae, Agaricomycetes, Agaricomycotina, Basidiomycota, Fungi.
Po raz pierwszy takson ten opisał w 1883 r. Giacomo Bresàdola, nadając mu nazwę Omphalia kalchbrenneri. Obecną nazwę nadał mu Rolf Singer w 1956 r. Pozostałe synonimy:
- Agaricus kalchbrenneri (Bres.) Mig. 1912
- Clitocybe kalchbrenneri (Bres.) Raithelh. 1980
- Clitocybula kalchbrenneri (Bres.) Raithelh. 1979
- Pseudoomphalina compressipes var. kalchbrenneri (Bres.) Gminder 2001
- Xeromphalina kalchbrenneri (Bres.) Singer 1942[2].

## Morfologia
Kapelusz
O średnicy 1,5–4,5 cm, higrofaniczny, początkowo wypukły i wgłębiony w środku z podwiniętym brzegiem, potem przechodzący w lejkowaty z mocno ząbkowanmy w starszym wieku brzegiem. Powierzchnia gładka, błyszcząca, brązowopomarańczowa do szarawopomarańczowej.
Blaszki
Początkowo przyrośnięte, odległe, silnie rozwidlone i anastomozujące z wiekiem, grube, woskowate, średniej szerokości, początkowo białe, potem blado brązowopomarańczowe.
Trzon
Wysokość 2,8–5,0 cm, grubość 0,4–1,6 cm, centralny, początkowo cylindryczny, z wiekiem spłaszczony i wygięty, pusty. Powierzchnia w kolorze kapelusza, pokryta białymi włoskami, u podstawy z białymi sznurami grzybniowymi.
Miąższ
Cienki, białawy.
Cechy mikroskopowe
Bazydiospory 5,0–11,5 µm × 3,1–4,9 µm, Q średnio = 1,8, gładkie, elipsoidalne, amyloidalne. Podstawki 29– 50 µm × 6–7 µm, 4-zarodnikowe. Cheilocystydy o długości 20–50 µm, wystające do 25 µm ponad hymenium, o szerokości 3–5 µm, na wierzchołku 2–5 µm, obfite, nitkowate, czasem guzkowate, rzadko rozgałęzione, rzadko główkowate. Pleurocystydy rzadkie, występujące blisko ostrzy blaszek, podobne do cheilocystyd. Skórka kapelusza typu cutis, składająca się głównie ze strzępek o szerokości 4–9 µm.

## Występowanie i siedlisko
Znane jest występowanie Pseudoomphalina kalchbrenneri w Ameryce Północnej, Europie i Rosji. W Polsce W. Wojewoda w 2003 r. przytoczył 4 stanowiska, w późniejszych latach podano następne.
Grzyb saprotroficzny.